# Rotuloidea
Rotuloidea is een geslacht van uitgestorven zee-egels uit de familie Rotulidae. Soorten uit dit geslacht zijn slechts als fossiel bekend.

## Soorten
- Rotuloidea fimbriata Etheridge, 1872 †
- Rotuloidea vieirai Dartevelle, 1953 †